# Слуцький Ігор Миколайович
Слуцький Ігор Миколайович(17 липня, 1969 Александровськ-Сахалінський) — радянський і російський співак та композитор, що працює у жанрі шансону. Лауреат премії «Шансон року».

## Біографія
Народився у Александровськ-Сахалінську. Незабаром родина переїхала до Маріуполю, де пройшли його дитинство і юність. Там же він закінчив Маріупольське музичне училище по класу фаготу, опісля проходив військову службу музикою оркестру на Далекому Сході. У 1990-ті, початково співпрацюючи з більш відомими виконавцями, розпочав шлях шансоньє. Невдовзі набуває популярності як композитор ряду жанрових хітів того часу.